# Gheorghe Naumescu
Gheorghe Naumescu (n. 22 decembrie 1869, Băcani, Județul Vaslui – d. 3 iulie 1917, Sofia, Bulgaria), a fost un colonel român participant la Primul Război Mondial, comandant al Regimentului 2 Roșiori în timpul Șarjei de la Prunaru. În urma faptelor de eroism din timpul acestei bătălii, colonelul Naumescu a fost înaintat post-mortem la gradul de general de brigadă.

## Biografie
Gheorghe Naumescu, fiul Alexandrei și al lui Dimitrie Naumescu, s-a născut în comuna Băcani din județul Vaslui, pe 22 decembrie 1869. El a ales cariera militară și a urmat cursurile Școlii Militare de Ofițeri din București. După absolvire, Naumescu a fost repartizat ca sublocotenent la Regimentul 1 Roșiori, subunitate a Brigăzii 5 Roșiori, care avea garnizoana la Bârlad. Între anii 1890 și 1891, subofițerul a urmat cursurile speciale de cavalerie, după care a fost detașat timp de doi ani în Belgia, ca atașat pe lângă garnizoana din Bruxelles a Regimentului 2 de Gardă(Fr.). După întoarcerea în România, Naumescu a fost avansat curând locotenent în cadrul Regimentului 5 Călărași, apoi căpitan, iar în anul 1899 a fost înaintat la gradul de maior în cadrul Regimentului 3 Roșiori din Bârlad.
În 1901, maiorul Naumescu s-a căsătorit cu Ecaterina I. Palade, fiica boierului Grigore I. Palade din Suseni. Tânăra pereche a primit ca dar de nuntă din partea socrului ofițerului moșia Drujești din Vaslui.
În anul 1911, Gheorghe Naumescu a fost din nou înaintat în grad, devenind locotenent-colonel și fiind numit comandant al Regimentului 2 Roșiori din Bârlad. În această calitate a luat parte la campania României în Al Doilea Război Balcanic, iar izbucnirea Primului Război Mondial, în 1914, îl găsește cu gradul de colonel plin.

### Șarja de la Prunaru
După dezastrul de la Turtucaia, trupele române au abandonat Cadrilaterul și s-au retras în dezordine în Muntenia. Trupele germane, bulgare și turce au traversat Dunărea și au stabilit un puternic cap de pod la Zimnicea, iar pe 10 noiembrie 1916 (23 noiembrie, stil vechi) au început să înainteze spre București, ocupând satul Prunaru și încercuind, pe 15 noiembrie 1916 (28 noiembrie, stil vechi), Divizia 18 infanterie. Pentru a ieși din încercuire, generalul Alexandru Referendaru, comandantul Diviziei 18, a cerut colonelului Gheorghe Naumescu să execute o șarjă de cavalerie la sacrificiu, cu scopul reocupării satului Prunaru. Deși se afla în stare de convalescență, ca urmare a unei operații efectuate la Spitalul Militar, colonelul Naumescu a refuzat să rămână în rezervă și a decis să se pună în fruntea regimentului său. Conform unor surse, el i-a replicat generalului Referendaru:
„Domnule general, Regimentul 2 Roșiori vă mulțumește pentru onoarea ce-i faceți de a putea muri pentru Patrie.”
Sub acoperirea ceții, roșiorii, susținuți de infanteriști ai Regimentului 20, au reușit să treacă de primele rânduri de infanteriști germani, însă în apropierea satului Prunaru au fost întâmpinați cu foc susținut de către mitraliorii germani instalați la ferestrele și în podurile caselor. Colonelul Gheorghe Naumescu a fost rănit în timpul șarjei, iar locotenentul Emanoil Pop a descălecat și a încercat să-l adăpostească în prispa unei case. Colonelul i-a ordonat locotenentului să reia șarja cu militarii rămași. Pop a executat ordinul și a fost și el împușcat după scurtă vreme.
În final, regimentul de cavalerie a pierdut 7 ofițeri și 209 roșiori, după alte surse cel puțin 250 de roșiori. În urma sacrificiului cavaleriștilor de la Prunaru, Divizia 18 Infanterie a reușit să spargă încercuirea germană și să se retragă.
Colonelul Gheorghe Naumescu a fost făcut prizonier de trupele bulgare și a fost internat în spitalul lagărului de prizonieri de la Sofia. Sănătatea sa s-a deteriorat și din cauza condițiilor precare din lagărele de prizonieri ale acelor vremi. Simțindu-și sfârșitul aproape, Gheorghe Naumescu a scris o scrisoare soției și copiilor, pentru a-i asigura că:
„Mor fericit, dragă soție și iubiți copii, pentru mărirea și onoarea neamului românesc, pentru libertatea fraților asupriți; vă recomand, dragii mei, să deveniți înainte de toate buni patrioți, această iubire trebuie să fie dezinteresată și așa de puternică încât să fie capabilă de toate devotamentele și de toate sacrificiile. Când veți fi mari, să fiți gata în tot momentul și la cea dintâi chemare a patriei să vă jertfiți la nevoie. Scumpii mei, invidiați soarta mea fericită. Mor fericit că în viață am avut nobila misiune de a face educație patriotică unui regiment de viteji, le-am pregătit sufletul lor și le-am deșteptat conștiința înaltei datorii față de scumpa noastră patrie.”

### Comemorări
Colonelul Gheorghe Naumescu a încetat din viață pe 3 iulie 1917 și a fost înmormântat la Sofia. După opt ani, în urma eforturilor soției sale, osemintele i-au fost aduse și depuse în cavoul familiei din cimitirul „Eternitatea” din Bârlad, în ziua de 1 iulie 1925. Pentru faptele de eroism de care a dat dovadă, colonelul a fost înaintat post-mortem la gradul de general de brigadă.
Pe 29 mai 1927, la Iași, în prezența Familiei Regale a României, a fost dezvelit un monument din bronz realizat de sculptorul Ion C. Dimitriu-Bârlad, ridicat din inițiativa ofițerilor Diviziei 2 Cavalerie, cu fonduri colectate prin subscripție publică, la strângerea cărora a avut un rol important soția generalului Naumescu. Ansamblul este intitulat „Monumentul Eroilor Diviziei 2-a Cavalerie” sau „Statuia Cavaleristului în atac” și a fost realizat în amintirea roșiorilor care au pierit în timpul șarjei de la Prunaru. În anul 1933, pe locul unde s-a desfășurat bătălia, Societatea „Cultul Eroilor” a amenajat un cimitir al eroilor români, împrejmuit cu gard din beton. Cimitirul are în compunere un monument central, un osuar și morminte individuale. Osuarul este situat la baza monumentului central, iar în jurul operei comemorative sunt amplasate 20 de morminte, în care au fost centralizate osemintele a 34 de militari. Monumentul reprezintă un vultur din bronz, cu deschiderea aripilor de 3 metri, așezat pe un soclu de forma unei stânci. Pe latura din față este montată o placă din bronz pe care este inscripționat discursul regelui Ferdinand I al României referitor la șarja de la Prunaru:
„Pilde frumoase au fost înscrise în cartea de aur a Cavaleriei noastre în ultimul război. La Prunaru, atacul, pe care eu l-aș numi nebun, al regimentului 2 Roșiori, a adăugat noi lauri cavaleriei. Acel regiment care se găsea în fața tranșeelor inamice, a atacat cu adevărat spirit de călăreț, înscriind astfel un nou fapt de arme, de care cavaleria noastră se va putea, cu adevărat, întotdeauna făli.”
Pe 1 decembrie 2016, în comuna Băcani a fost dezvelit bustul de bronz al colonelului Gheorghe Naumescu. Monumentul a fost realizat de artistul Dragoș Mihăilă, iar fondurile au fost asigurate de Viorel Mihăilă, de diverși sponsori și prin subscripție publică. O stradă din Bârlad poartă numele colonelului erou.